# Disneynature
Disneynature é uma gravadora de filmes independente da Walt Disney, estabelecida em 21 de abril de 2008. Os filmes com esta marca consistem em temas que envolvem a vida na natureza. O primeiro filme com a marca foi True Life Adventures, no qual foi premiado com um dos Academy Awards.
Jean-Francois Camilleri, que tem servido como vice-presidente senior e gerente geral na Walt Disney Studios Motion Pictures na França, será o primeiro a liderar o Disneynature. A sede do Disneynature é na França, onde Jean-Francois Camilleri e sua equipe irão supervisionar a iniciação e o desenvolvimento para garantir a alta qualidade dos projetos.

## Filmes
| Filme                                      | Ano  | Orçamento               | Bilheteria Mundial | Produtora                                                                                | Data de Lançamento                         |
| ------------------------------------------ | ---- | ----------------------- | ------------------ | ---------------------------------------------------------------------------------------- | ------------------------------------------ |
| Earth                                      | 2009 | $43 000 000 (estimado)  | $108 975 160       | Greenlight Media AG BBC Worldwide BBC Natural History Unit Gaumont Discovery Channel NHK | 16 de novembro de 2007 22 de abril de 2009 |
| Oceans                                     | 2010 | $ 30 000 000 (estimado) | $ 82 651 439       | France 3 Cinema France 2 Cinema GAGA Participant Media Canal+                            | 6 de novembro de 2009 22 de abril de 2010  |
| The Crimson Wing: Mystery of the Flamingos | 2010 |                         |                    | Kudos Pictures Natural Light Films                                                       | 25 de setembro de 2009 22 de abril de 2010 |
| African Cats                               | 2011 |                         | $ 21 305 069       | Forum Hungary                                                                            | 20 de abril de 2012 22 de abril de 2011    |
| Wings of Life                              | 2011 |                         |                    | Blacklight Films                                                                         | 16 de março de 2011 19 de abril de 2013    |
| Chimpanzee                                 | 2012 |                         | $ 28 972 764       | Jane Goodall Institute Blacklight Films                                                  | 20 de abril 2012                           |
| Bears                                      | 2014 |                         |                    | Silverback Films                                                                         | 18 de abril de 2014                        |
| Monkey Kingdom                             | 2015 |                         |                    | Silverback Films                                                                         | 17 de abril de 2015                        |
| Born in China                              | 2017 |                         |                    | Shanghai Media Group                                                                     | 21 de abril de 2017                        |
| Ghost of the Mountains                     | 2017 |                         |                    | Shanghai Media Group                                                                     | 30 de junho de 2017                        |
| Expedition China                           | 2017 |                         |                    | Shanghai Media Group                                                                     | 27 de dezembro de 2017                     |
| Penguins                                   | 2019 |                         |                    | Silverback Films                                                                         | 17 de abril de 2019                        |
| Dolphin Reef                               | 2020 |                         |                    | Silverback Films Disney+                                                                 | 28 de março de 2018 3 de abril de 2020     |
| Elephant                                   | 2020 |                         |                    | Disney+                                                                                  | 3 de abril de 2020                         |